# 叶受和

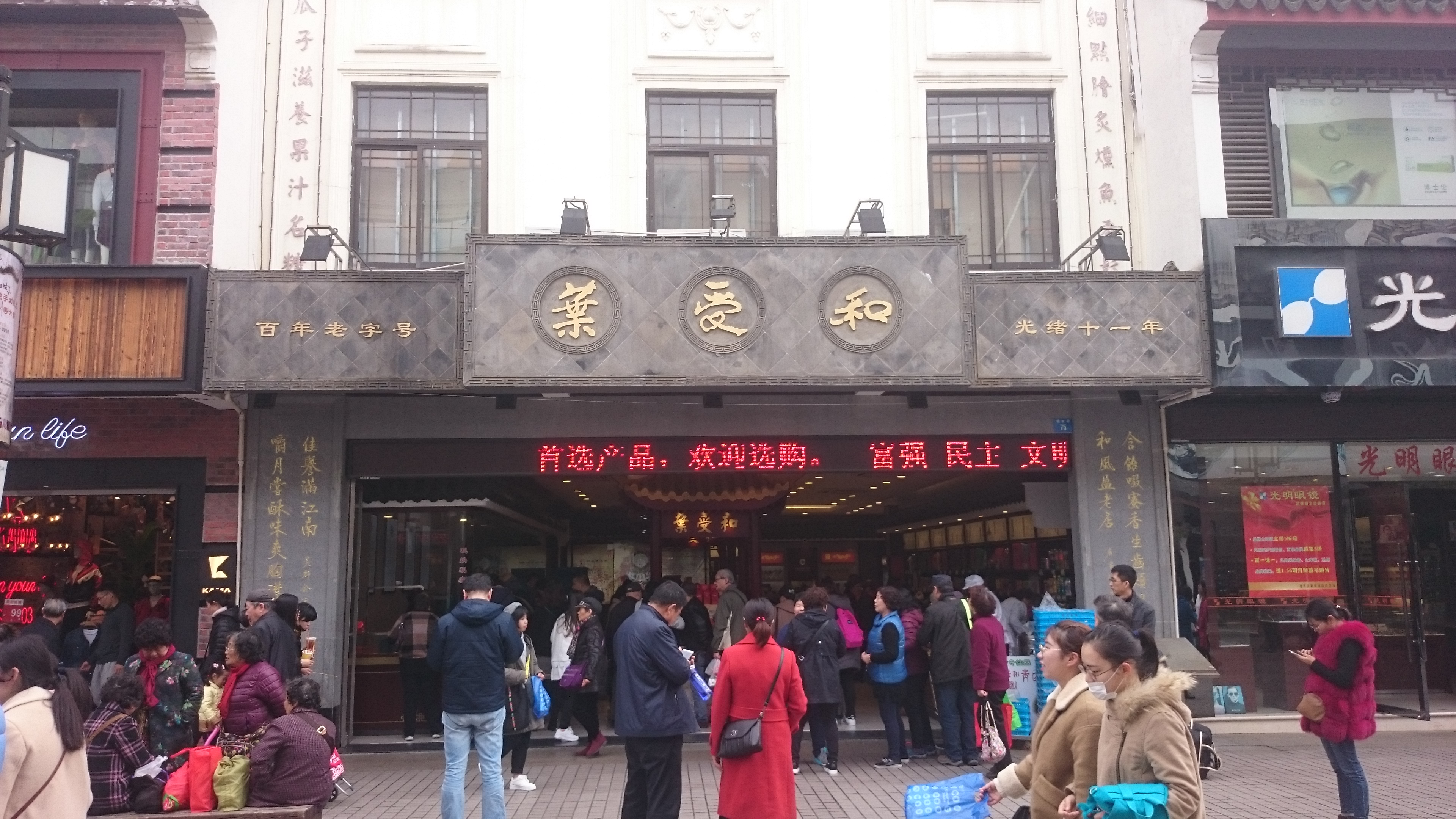
叶受和 观前街店

叶受和是一家苏州的老字号茶食糖果店，创始于清光绪十二年（1886年）。经营各类苏式糖果、糕点等。店面位于苏州市观前街69号。

## 历史
叶受和茶食糖果号创于清光绪十二年，据《醇华馆饮食脞志》记载，浙江慈溪籍富商叶鸿年来苏，至稻香村店内欲购买茶点，不想受到店小二冷落怠慢，一气之下决定自创门面，后就在观前街中开出叶受和。受和二字即表示和气待客。叶鸿年以稻香村为模板，要求不惜工本，以质量赶超稻香村。至民国十六年，叶受和在观前街建起三层门面，经营十分成功。但由于叶受和由外人担任经理，叶家实际并无多少收入。叶鸿年之孙叶炳源于解放前重回店内，重新掌握了叶受和的经营。
1956年公私合营后，叶受和被并入苏州糕点厂，至1978年恢复叶受和字号和前店后坊经营模式。
1997年，叶受和与津津食品，长发商厦合并为津津长发集团，保留叶受和品牌与店面，产品并入长发食品生产线中。
2009年，叶受和苏式糕点制作技艺被列入江苏省级非物质文化遗产名录。
2010年在中华人民共和国商务部的评选中被评定为第二批“中华老字号”。

## 现状
叶受和至今仅在观前街开有一家店面。在并入津津长发集团后，经营有各色糖果、糕点，其中小方糕、四色片糕为名品。同时叶受和也经营津津品牌各类特产。
叶受和品牌商品除观前街叶受和门店外，也通过长发西饼各门店进行销售。